# Valandovo
Valandovo (v makedonské cyrilici Валандово), je město v Jihovýchodním regionu Severní Makedonie. Má celkem 4 402 obyvatel. Nachází se v blízkosti odbočky z hlavní severomakedonské dálnice Skopje-Gevgelija k Dojranskému jezeru, nedaleko od hranice s Bulharskem.
Město je v Severní Makedonii známé jako místo, kde se pravidelně koná festival FOLK FEST, navštěvovaný jednotkami až desítkami tisíc lidí.

## Významné osobnosti
- Gjorge Ivanov, prezident Makedonie
- Nano Ružin, kandidát na úřad prezidenta Makedonie v roce 2009
- Petar Gošev, Guvernér makedonské národní banky
- Blagica Kaleva, folková zpěvačka